# Atlixcayotontli

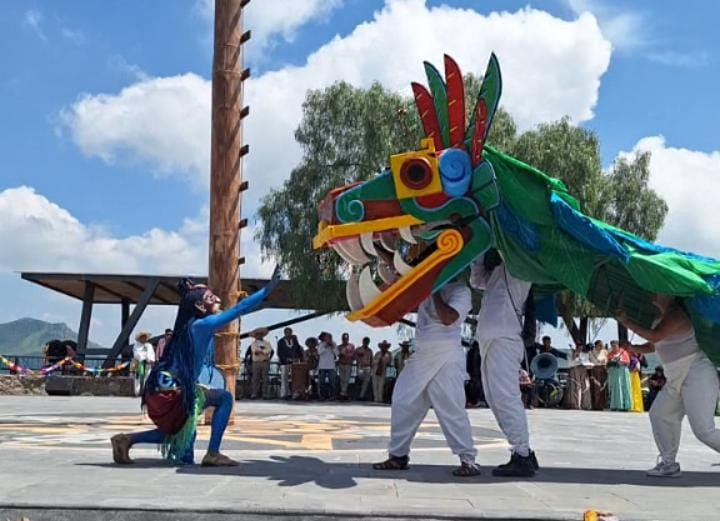
Representación de los Dioses Macuilxóchitl y Quetzalcóatl, 1 de septiembre 2024

El Atlixcayotontli o "La Fiesta de Atlixco" es una festival étnico/cultural de música, danza, poesía y canto que se realiza el primer domingo de septiembre de cada año en el municipio de Atlixco, Puebla; en donde se reúnen personas de diferentes pueblos autóctonos para dar un muestra de lo que viven día con día, sus usos, costumbres, tradiciones y danzas.
Atlixcayotontli es una palabra en náhuatl que proviene de dos vocablos: "Atlixcayotl" que se traduce como Atlixquedad, que da a entender como la identidad del Atlixquense y "Tontli" que significa pequeño.

## Origen

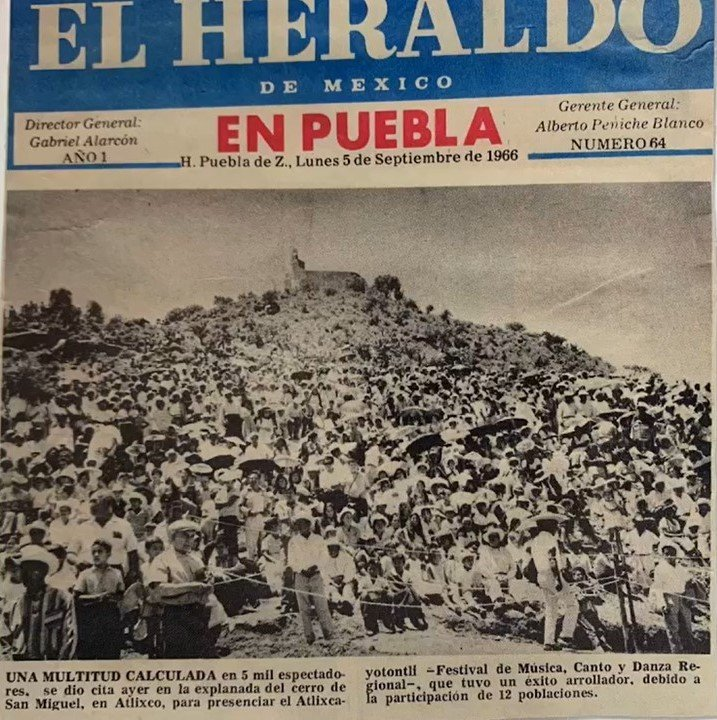
Periódico El Heraldo de México 5 de septiembre de 1966

Ante la imponente vista de los volcanes se levanta el Cerro de San Miguel quien en la época prehispánica llevara el nombre de Macuilxochitépetl (Cerro del cinco flor) y fuera centro de reunión de distintas comunidades de las regiones que forman al valle de Atlixco, para adorar a los dioses y ofrecer ofrendas de cantos, bailes y poesía, todo esto para seguir recibiendo las bondades de la tierra.
Anclado en el Cerro se encuentra el Netotiloyan (plazuela de la danza), donde se han encontrado vestigios prehispánicos, que señalan que ese lugar fue un centro ceremonial desde hace más de mil años, donde las comunidades aledañas subían a rendir culto al Dios Macuilxóchitl y Quetzalcóatl.
En la época prehispánica las festividades más importantes se realizaban en pares, esto es, en dos momentos o fechas, separadas de una veintena de días, la primera llevando el sufijo TONTLI significando “pequeño” y la segunda llevando “HUEI” como palabra anterior y significa “gran o grande”. De esta manera El Atlixcayotl se compone del ATLIXCAYOTONTLI (La Fiesta Chica de Atlixco o La Fiesta de Atlixco) y el HUEI ATLIXCAYOTL (La Gran Fiesta de Atlixco, aunque ya es la Fiesta de los Poblanos).
El primer Atlixcayotontli se realizó el 4 de septiembre de 1966, en el Cerro de San Miguel en Atlixco, Puebla, teniendo una participación de 5000 personas.

## Asociación Civil Atlixcayotontli

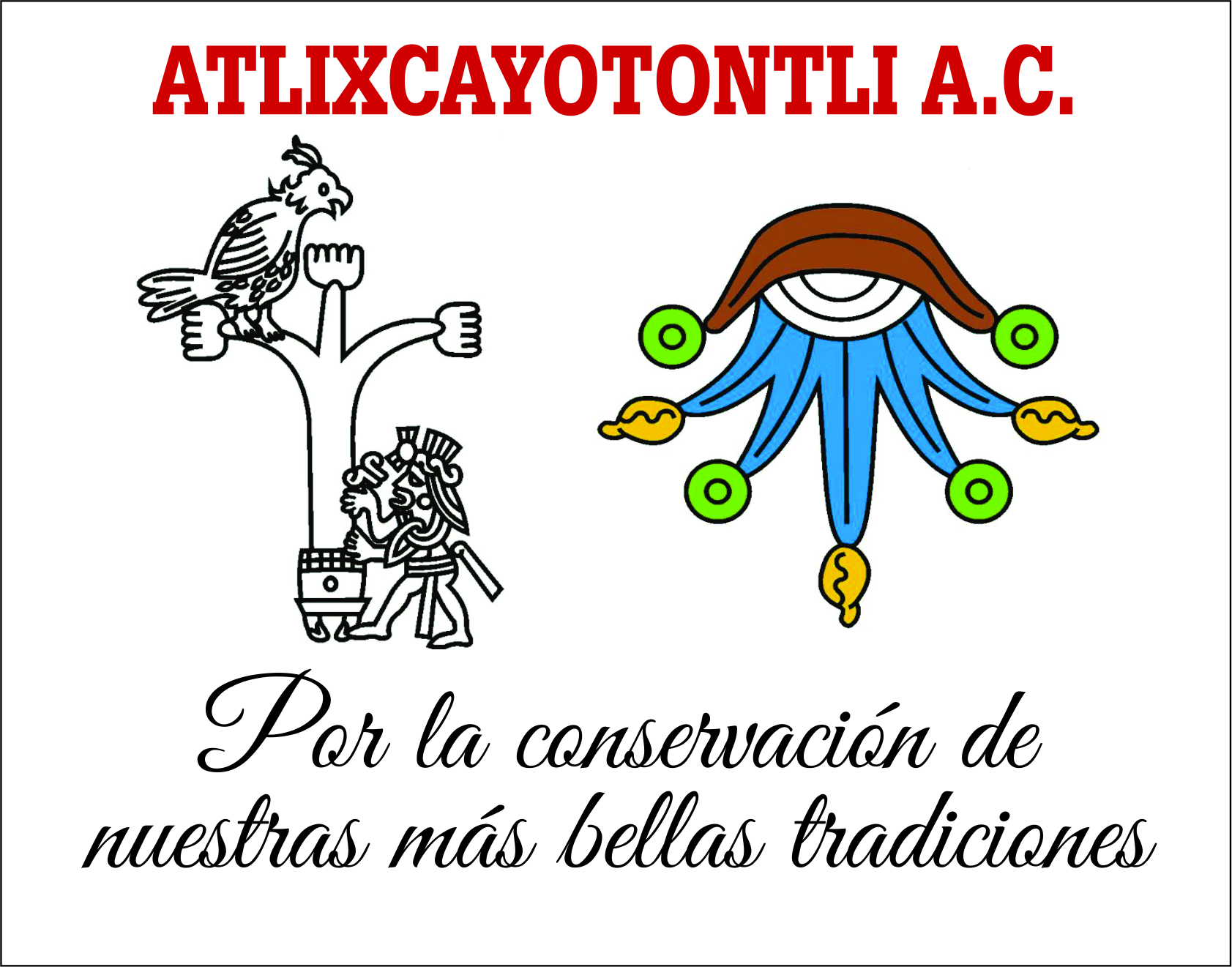
Logo de la Asociación Civil Atlixcayotontli

El festival Atlixcayotontli es dirigida y organizada por personas de la comunidad integradas en una asociación civil legalmente instituida que no buscan ningún beneficio económico, ni político.
Atlixcayotontli A.C. tiene por objeto investigar, motivar, difundir y conservar en un concepto amplio, el canto, las artesanías, los frutos así como defender y proteger la danza, la indumentaria, tradiciones, usos y costumbres, mediante una celebración anual del Festival Atlixcayotontli, además de promover, organizar, montar y propagar todo tipo de eventos que conduzcan a "la conservación de nuestras más bellas tradiciones".
Inicialmente formada por Cayuqui y miembros fundadores del Atlixcayotl que participaron de 1965 a 1968, o por sus familiares directos; a través de los años la asociación ha ido creciendo e incluyendo a personas que han reforzado las actividades y objetivos de A.C.
Aunque la asociación no persigue fines de lucro, se busca el financiamiento y patrocinio de la iniciativa privada, así como de los ayuntamientos, así como también se realizan actividades culturales para generar ingreso económico, esto para solventar los gastos de transporte, comida, hospedaje, adorno, en algunos casos vestimenta y todos los gastos que se generan para llevar a cabo el Festival Atlixcayotontli de cada año.

## El Convite

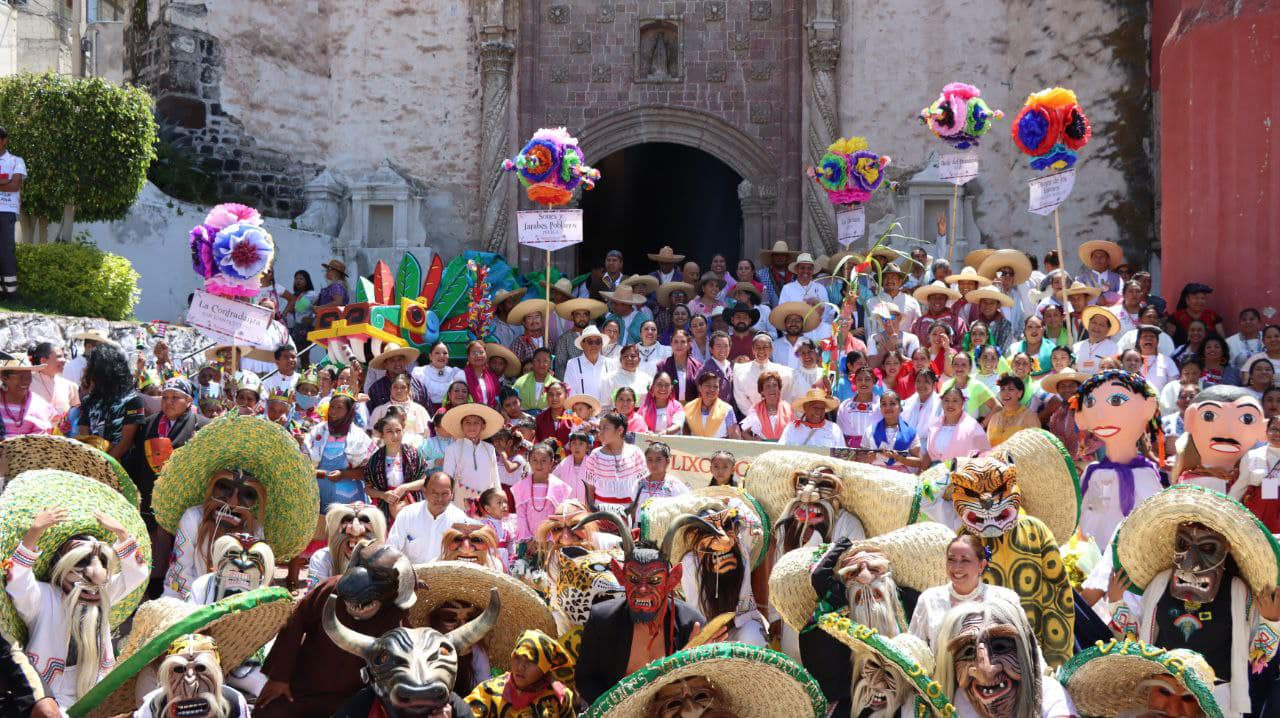
Foto Icónica durante el convite en el atrio del Templo de San Francisco. 25 de Agosto 2024

La fiesta empieza en el Convite (El último domingo de Agosto), que es un recorrido a pie por las principales calles de nuestro bello Pueblo Mágico, pasando por los principales barrios de nuestra ciudad, invitando a las personas a la fiesta que se aproxima.
Al son de las bandas de viento, danzantes dignamente ataviados con sus trajes regionales y mucha alegría, bailan y disfrutan de esta invitación a visitar a Atlixco y vivir el festival Atlixcayotontli.
Al finalizar las Chinas Atlixqueñas convidan, desde el balcón presidencial, al pueblo los frutos de la tierra y los Charros de a pie reparten mezcal y licor de tejocote a los asistentes, todo en un ambiente de festividad y orgullo atlixquense.
El convite de Atlixcayotontli ha ido creciendo año con año, a tal grado que se ha vuelto otra fiesta que es digna de presenciar por locales y turistas, y que muchos esperar para visitar Atlixco.

## La Fiesta

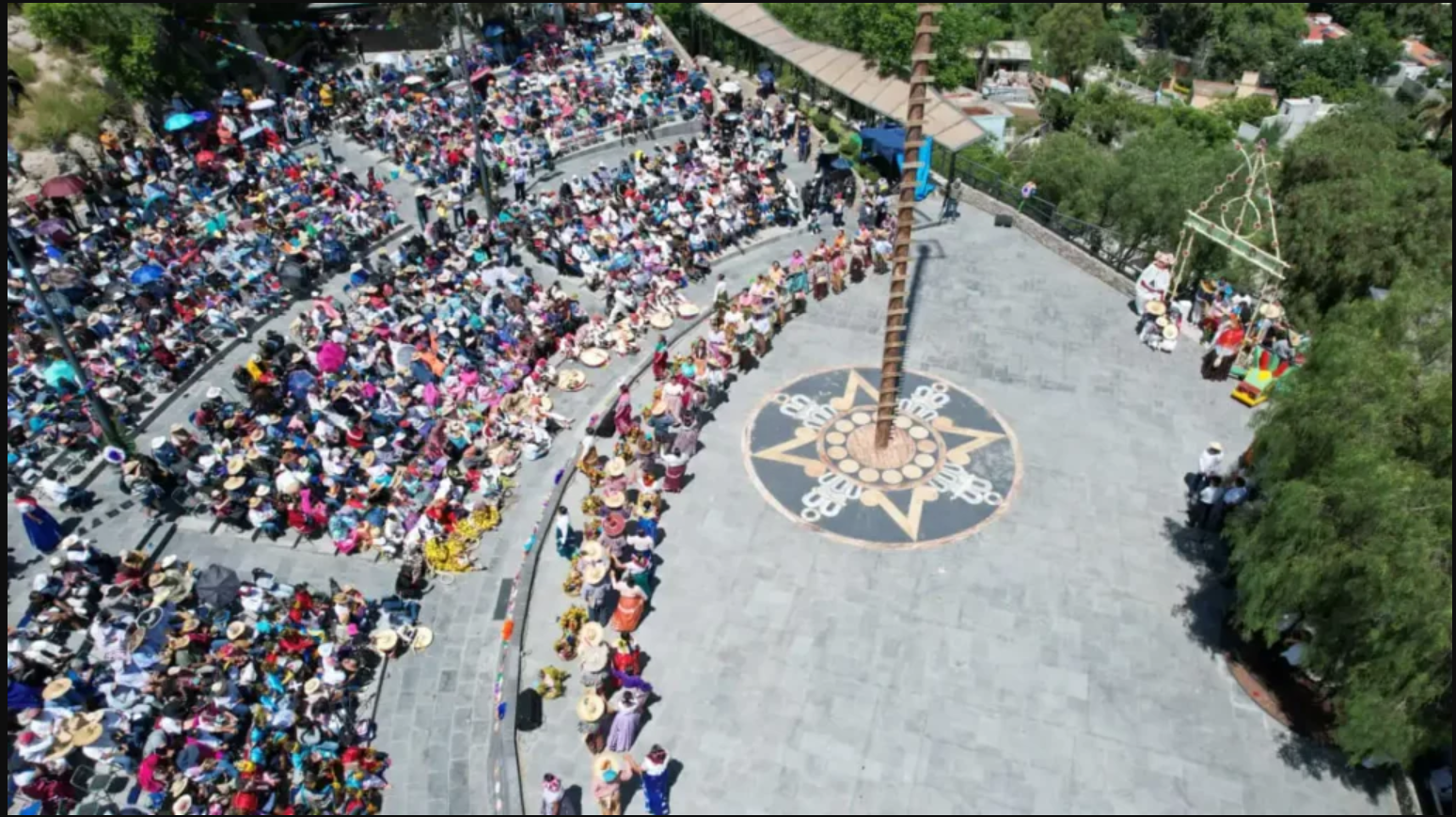
Plazuela de la Danza del Macuilxochitépetl. 1 de septiembre del 2024.

El primer domingo de septiembre se vive La Fiesta Atlixcayotontli en el Netotiloyan. Los grupos invitados de los diferentes pueblos, se reúnes para dar una muestra de su identidad.
Mientras las bandas de viento tocan alegres sones, los bailarines y danzantes se presentan en la plazuela de la danza con sus alegres colores y trajes que representan a las diversas comunidades de las que provienen, no sólo se visten de gala, sino que también portan cultura, tradición, orgullo, y pasión por lo que hacen, pues muchos grupos danzantes han bailado por generaciones y seguirán bailando por mucho más.
Las cuatro regiones participantes:
- Región de los Valles Centrales
- Región de los Volcanes
- Región de la Tierra Caliente
- Región Serrana del Tentzo

Aunque los grupos son preferentemente de estas regiones, también se cuenta con la participación del grupo de los Voladores que vienen de la Región del Totonacapan, además, con ánimo de enaltecer la cultura y las tradiciones, cada año se invita a un grupo de alguna región aparte o algún estado vecino.

## Fin de Fiesta

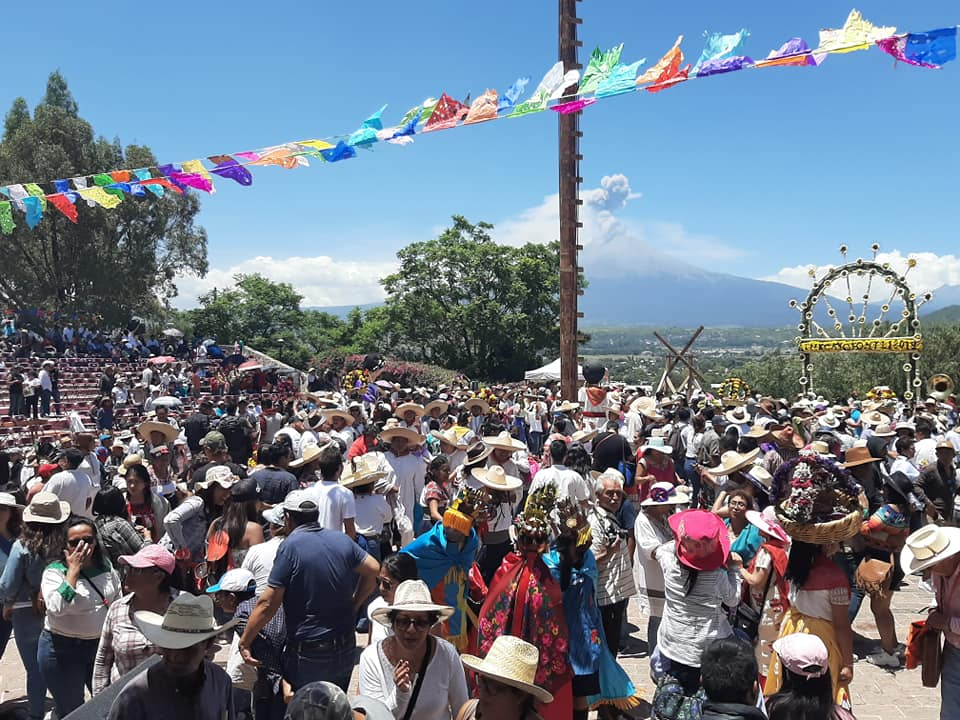
Fin de Fiesta Atlixcayotontli. 1 de septiembre del 2019.

Pasado el medio día y después de la participación estelar del Rito de los Voladores, las Chinas y Charros de Atlixco salen nuevamente a convidar de los frutos y dulces típicos de la región y mezcal en canutos.
Al son del Tlaxcalteco (canción tradicional de Atlixco y las regiones vecinas), se le invita al público y danzantes a subir al escenario y ser partícipes de la hermandad de los pueblos y la unión del pasado con el presente, en sinergia con la música de banda, las personas conviven con los danzantes y bailan todos juntos para celebrar un año más de fiesta, un año más de revivir nuestras tradiciones.
Este momento marca el fin del Atlixcayotontli, con la esperanza de volver el año siguiente con más danzas, con otros pueblos y con la finalidad de seguir conservando nuestras más bellas tradiciones.